# Planet of Evil
Planet of Evil (El planeta del mal) es el segundo serial de la 13.ª temporada de la serie británica de ciencia ficción Doctor Who. Fue emitido originalmente en cuatro episodios semanales del 27 de septiembre al 18 de octubre de 1975.

## Argumento
La TARDIS recibe una llamada de emergencia, y el Doctor y Sarah llegan al planeta Zeta Minor. Allí descubren que una expedición geológica de Morestra ha sido víctima de un asesino invisible, y sólo ha sobrevivido el profesor Sorenson.
También llega desde Morestra una misión militar para investigar. Al principio sospechan del Doctor y Sarah como responsables de las muertes de los expedicionarios, pero finalmente se revela que se trata de una criatura procedente de un universo de antimateria, que se está vengando porque Sorenson se llevó algunas muestras de antimateria del agujero que sirve de enlace entre los dos universos.
Los morestrianos se marchan en su nave, pero esta es arrastrada poco a poco contra el planeta por la antimateria que hay a bordo. Sorenson mismo es infectado por la antimateria y poco a poco se transforma en el antihombre, un monstruo capaz de absorber la fuerza vital de otros.
El comandante morestriano, el cada vez más enloquecido Salamar, ataca a Sorenson con un dispositivo de radiación, pero esto sólo provoca que se creen múltiples versiones de antimateria de este, que pronto se hacen con la nave. El Doctor encuentra al Sorenson original, se lo lleva de vuelta al planeta en la TARDIS y le lanza a él y a sus muestras al agujero, cumpliendo un trato que hizo antes con la criatura de antimateria. Sorenson reaparece ileso, y el Doctor vuelve con él a la nave morestriana, ya libre de la influencia del planeta.

### Continuidad
En un momento poco común, el Doctor usa una pistola contra un oponente, contradiciendo su posición expresada en el serial siguiente, Pyramids of Mars, de que nunca llevaba armas de fuego.

## Producción
| Episodio          | Fecha de emisión         | Duración | Espectadores en millones | Estado en el archivo  |
| ----------------- | ------------------------ | -------- | ------------------------ | --------------------- |
| Episodio 1        | 27 de septiembre de 1975 | 24:02    | 10,4                     | Cinta original en PAL |
| Episodio 2        | 4 de octubre de 1975     | 22:30    | 9,9                      | Cinta original en PAL |
| Episodio 3        | 11 de octubre de 1975    | 23:50    | 9,1                      | Cinta original en PAL |
| Episodio 4        | 18 de octubre de 1975    | 23:43    | 10,1                     | Cinta original en PAL |
| [ 1 ] [ 2 ] [ 3 ] |                          |          |                          |                       |

La trama fue diseñada a propósito por Philip Hinchcliffe, Robert Holmes y Louis Marks como una mezcla de la película Planeta prohibido y la novela El extraño caso del doctor Jekyll y el señor Hyde. Además, Marks había estado leyendo artículos de revistas científicas sobre la antimateria, y decidió escribir una historia que incorporara el tema. Hinchcliffe, en su primera temporada en la que pudo crear material nuevo, planeó alejarse de la temática de "alienígena de traje de goma", que pensó que era demasiado cliché. Para esta historia propuso tener tres elementos monstruosos separados: la transformación de Sorenson, el monstruo de antimateria y finalmente el planeta mismo, que Sorenson dice en el episodio 1 que era consciente de los objetivos de su grupo.
A pesar de que la historia estaba ambientada en una jungla, el rodaje se hizo íntegramente en estudio, y el diseñador Roger Murray-Leach construyó un complejo decorado de jungla. La BBC se quedó tan impresionada que conservó fotografías del mismo durante muchos años como ejemplo de excelencia en diseño de decorados, y el productor Philip Hinchcliffe recomendó que le nominaran a un premio por su trabajo.
En el guion original, Sorenson moría tras caer en el pozo, pero Hinchcliffe ordenó que se cambiara esto, ya que pensaba que era un final demasiado macabro para "los más pequeños", y porque veía a Sorenson como una víctima de la influencia del planeta más que un hombre malvado por sí mismo. De esta forma, se añadió una escena en la que Sorenson es liberado del pozo, curando de su contaminación de antimateria.
La referencia más visible a Planeta prohibido es el monstruo de antimateria (Mike Lee Lane), que a veces es invisible y a veces aparece como unas líneas rojas. Tiene un gran parecido a la "criatura de Id" de la película. El monstruo es invisible en las secciones en película (donde se usaba una máquina de viento para mostrar su avance), y como unos trazos en las porciones en video, creadas con chroma key.
El decorado de la sala principal de la nave se reutilizó en la historia The Robots of Death.